# Johannes Meier (Politiker)
Johannes Meier (* 11. März 1989 in Nürnberg) ist ein deutscher Politiker der AfD. Seit 2023 ist er Abgeordneter im Bayerischen Landtag.

## Leben
Meier wurde 1989 in Nürnberg geboren und wuchs in Ansbach auf. 2009 machte er Fachabitur, danach absolvierte er eine kaufmännische Ausbildung, die er 2012 abschloss. Anschließend arbeitete er bis 2023 im Einzelhandel, zuletzt als Regionalverkaufsleiter.
Zur Landtagswahl 2018 trat Meier erstmals für die AfD im Stimmkreis Ansbach-Nord an und erzielte mit 10,7 % das viertbeste Erststimmenergebnis, womit er nicht in den Landtag gewählt wurde. 2019 rückte er für den ausgeschiedenen Ralph Müller in den Bezirkstag des Bezirks Mittelfranken nach. 2023 wurde er zwar wiedergewählt, verzichtete aber auf das Mandat, da er gleichzeitig in den Landtag gewählt wurde. Seit 2020 führt er die AfD-Fraktion im Stadtrat von Ansbach.
Bei der Landtagswahl am 8. Oktober 2023 erhielt er mit 18,0 % das zweitbeste Erststimmenergebnis im Stimmkreis Ansbach-Nord nach dem Sieger Andreas Schalk (CSU), der 38,6 % erhielt. Als Spitzenkandidat der AfD erhielt er zusammen mit den Zweitstimmen im Wahlkreis Mittelfranken das beste Ergebnis der AfD in Mittelfranken und wurde damit in den Landtag gewählt, dem er seit dem 30. Oktober 2023 angehört.
Im Bayerischen Landtag ist Meier Mitglied im Ausschuss für Wirtschaft, Landesentwicklung, Energie, Medien und Digitalisierung.